# Иммакулата Австрийская
Иммакулата Австрийская ((нем. Inmmaculata, Erzherzogin von Österreich-Toskana), при рождении Мария Иммакулата Каролина Маргрете Бланка Леопольдина Беатрикс Анна фон Габсбург-Лотарингская (нем. Maria Immaculata Carolina Margrethe Blanca Leopoldina Beatrix Anna von Habsburg-Lothringen), 9 сентября 1892, Львов — 3 сентября 1971, Виареджо) — австрийская эрцгерцогиня из Тосканской ветви династии Габсбург-Лотарингских.

## Биография
Эрцгерцогиня Иммакулата родилась 9 сентября 1892 года во Львове (тогда он назывался Лемберг) став второй дочерью и ребёнком в семье эрцгерцога Леопольда Сальватора Австрийского и испанской инфанты Бланки. Их семья принадлежала к Тосканской ветви императорского дома Габсбургов. В семье уже была дочь, эрцгерцогиня Долорес, впоследствии родилось ещё восемь детей. Иммакулата была крещена под именем Мария Иммакулата Каролина Маргрете Бланка Леопольдина Беатрикс Анна фон Габсбург-Лотарингская. Своё имя эрцгерцогиня получила в честь бабушки по отцу принцессы Марии Иммакулаты Бурбон-Сицилийской. В семье её называли Мас.

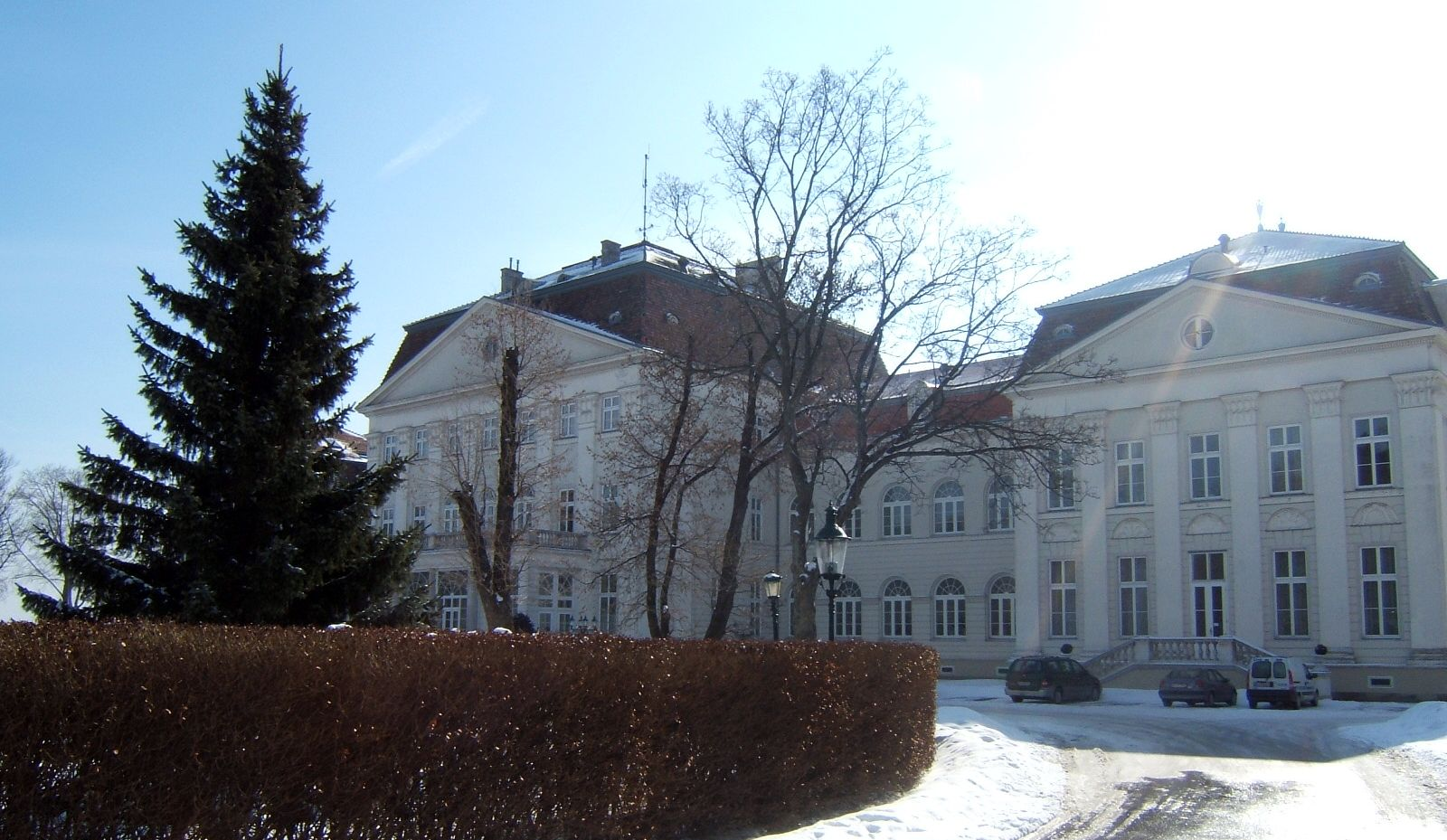
Дворец Вильгельминенберг.

Иммакулата получила прекрасное образование. Мать была главой их семьи, обладая властным характером, отец был военным и изобретателем, создав несколько военных изобретений. Предки со стороны отца правили в Австрии, Тоскане и Королевстве обеих Сицилий, со стороны матери — в Испании, Франции и герцогстве Парма.
Девушка получала образование вместе со старшей сестрой Долорес и младшей Маргарет. Все умели хорошо рисовать. Иммакулата отличалась способностями к гуманитарным наукам. Также, увлекалась музыкой, играла на разных инструментах, была хорошей пианисткой. Владела пятью языками: немецким, французским, венгерским, итальянским и испанским. Семья была очень богатой. Они владели двумя дворцами под Веной: Тосканским дворцом и Вильгельминненбергом. Отдыхала семья в основном в Италии, где вблизи города Виареджо у матери были свои владения.
Во время Первой мировой войны отец и два брата сражались в рядах Австро-венгерской армии. Сама эрцгерцогиня служила в качестве медсестры в Красном кресте.

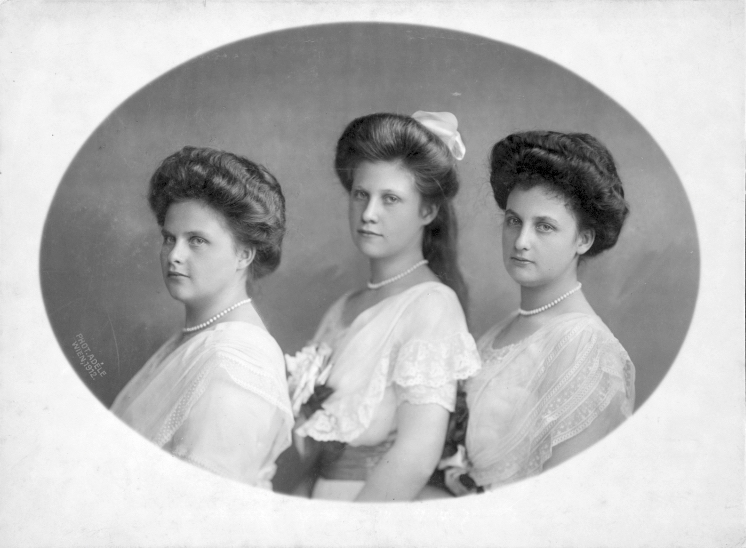
Эрцгерцогини Долорес, Маргарет и Иммакулата.

После падения австрийской монархии, республиканское правительство конфисковало все имущество Габсбургов. Семья потеряла все своё состояние. Два младших брата, эрцгерцоги Леопольд и Райнер, решили остаться в Австрии и принять республиканское правительство. Остальные члены семьи уехали в Испанию, на родину матери. В январе 1919 года они прибыли в Барселону и прожили там следующие десять лет. Отец умер в 1931 году. Семья жила очень скромно, взяв в аренду дом, где девушки делили комнату вместе с матерью, а сыновья вместе с отцом. Получили военные патенты из Франции. Из-за бурных политических событий в Испании в начале 1930-х семье пришлось покинуть страну, вернувшись обратно в Австрию. Поселились в своем бывшем Тосканском дворце под Веной, взяв в аренду три небольших помещения.
Эрцгерцогиня Иммакулата не осталась в Австрии надолго. 14 июля 1932 года в Риме она вышла замуж за итальянского аристократа Нобеля Игино Нери-Сернер (1891—1950). Пара поселилась в Риме. Супруги женились, когда им обоим было уже за 40 лет и детей в браке не было. Во время Второй мировой войны, несмотря на сложные условия проживания, супруги не покинули Рим. В 1945 году умерла мать инфанта Бланка. После восемнадцати лет брака супруг Иммакулаты умер в 1950 году.
После смерти супруга она переехала в дом своей матери вблизи города Виареджо и жила там вместе с сестрами Долорес и Маргарет. Там и умерла в 1971 году в возрасте 78 лет.